# Habermas vs Ratzinger
O debate entre dois acadêmicos alemães, o filósofo Jürgen Habermas e o teólogo e na época cardeal Joseph Ratzinger, futuro Papa Bento XVI, foi uma discussão acerca dos fundamentos morais do Estado democrático que ocorreu no dia 19 de janeiro de 2004, na Academia de Ciências da Baviera, em Munique.
O tema do debate foi preestabelecido entre Habermas e Ratzinger, que concordaram em discutir sobre as “bases morais pré-políticas de um Estado liberal”. Sendo assim, os interlocutores tinham como foco a fundamentação de uma sociedade voltada para a dignidade do ser humano.

## Contexto
Discutiram "as bases pré-políticas e morais do Estado democrático." Temas de complementariedade e oposição entre razão e fé, críticas ao capitalismo globalizado e a necessidade de uma base moral em sociedades pluralistas em que a mídia tem um papel fundamental também foram abordados.
No debate com Habermas, Joseph Ratzinger chegou à conclusão de que havia uma "correlação necessária entre razão e fé", que precisam mutuamente uma da outra. Daí concluiu que o diálogo devia servir para pôr fim ao conflito. Segundo ele, era necessário rejeitar não só as patologias religiosas, ou seja, o fundamentalismo radical, mas também as patologias racionalistas.
As conclusões do debate foram resumidas em livro, Dialética da Secularização - Sobre Razão e Religião, editado por Florian Schuller.